# 279 f.Kr.

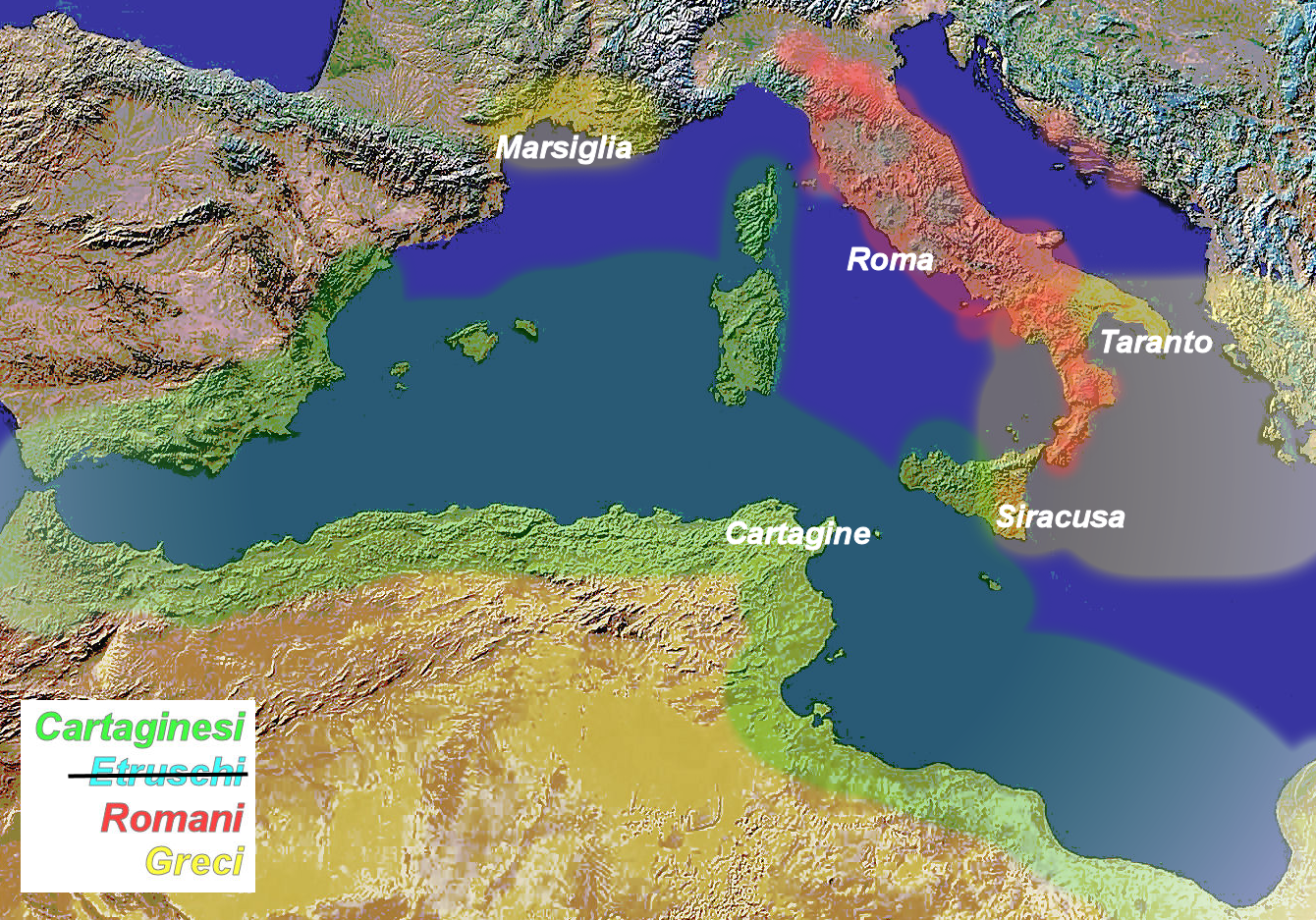
Västra Medelhavet 279 f.Kr.

## Händelser

### Efter plats

#### Grekland
- En armé av galler under Brennus invaderar Grekland. En del av armén, under ledning av Bolgios, krossar en makedonisk armé, ledd av Ptolemaios Keraunos, som stupar i slaget. Vid det smala Thermopylepasset, på centrala Greklands östkust, lider Brennus styrkor svåra förluster, medan de försöker bryta igenom det grekiska försvaret, bestående av fokier och aitolier. Så småningom hittar Brennus en väg runt passet, men grekerna flyr till havs.
- Brennus fortsätter till Delfi där han blir besegrad och tvingas retirera samt dör av de skador han har ådragit sig under slaget. Hans armé återtågar till floden Spercheios där den blir krossad av thessalier och malier. Några av överlevarna slår sig ner i en del av Mindre Asien, som små småningom får namnet Galatien, medan några slår sig ner i Thrakien, där de grundar en kortlivad stadsstat vid namn Tylis.
- Vid Ptolemaios Keraunos död blir Makedoniens föregående härskare, Antipater II, kung igen. Hans nya styre varar dock bara i några månader, innan han blir dödad av sin kusin Sosthenes, som blir Makedoniens nye kung.
- Fokierna återupptas i det amfiktyonska förbundet efter att de har deltagit i försvaret av Delfi mot gallerna.

#### Romerska republiken
- Karthagerna och romarna går med på att stödja varandra mot en gemensam fiende. Karthagerna ger romarna pengar och fartyg i deras kamp mot kung Pyrrhus av Epiros.
- Pyrrhus inser att han inte kan inta Rom och föreslår fred med romarna, genom att skicka sin rådgivare, Kineias, till Rom för att förhandla. Kineias kräver att romarna skall upphöra med sitt krig mot grekerna i södra Italien samt återlämna de landområden de har erövrat från bruttierna, apulierna och samniterna. Romarna avvisar dessa krav, till stor del tack vare den före detta konsuln Appius Claudius Caecus.
- Under förnyade strider vinner Pyrrhus (som leder de kombinerade tarantinska, oskiska, samnitiska och grekiska styrkorna) en 'Pyrrhusseger' mot romarna, ledda av konsuln Publius Decius Mus, i slaget vid Asculum. Segern uppkallas efter honom, eftersom den leder till stora förluster även i hans egna led. Pyrrhus skall enligt legenden efter slaget ha sagt "En seger till mot romarna och vi är förlorade!" Bruten återvänder Pyrrhus till Tarentum och skickar Kineias att återigen förhandla om fred med Rom. Dessa förhandlingar leder dock inte till någonting.

#### Egypten
- Ptolemaios II:s av Egypten aggression fortsätter att orsaka problem med Antiochos, som förlorar Miletos, i sydvästra Mindre Asien, till Ptolemaios.

#### Balkan
- Skordiskiska kelter grundar en stad under namnet Singidon (det romerska Singidunum) vilken idag är den serbiska staden Belgrad.

## Avlidna
- Ptolemaios Keraunos, kung av Makedonien sedan 281 f.Kr.
- Brennus, ledare för den galliska armé, som detta år har invaderat Makedonien och norra Grekland
- Antipater II, kung av Makedonien 297–294 och 279 f.Kr.